# Euderces reticulatus
Euderces reticulatus là một loài bọ cánh cứng trong họ Cerambycidae.